# سمكة ذات العيون الأربعة
سمكة ذات العيون الأربعة (بالإنجليزية: four-eyed fishes)‏ أو أنابليس (الإسم العلمي:Anableps) ، موطنه الأصلي أمريكا الجنوبية وخاصة عند أطراف الأنهار من فنزويلا وحتى البرازيل. وبخلاف اسمه فإنه لا يملك أربعة أعين، ولكن عيناه فعلاً تبدو كذلك، والحدقة في كل عين تنقسم أفقيا إلى جزئين، يسمح له أن يكون قادراً على الرؤية بشكل واضح تحت وفوق الماء. هذا التكيف الفريد يسمح لهذا النوع من السمك بإيجاد الغذاء فوق أو تحت السطح ويعطيه أيضا حماية إضافية ضد المفترسين، حيث أنه يقضي كل حياته يسبح عند السطح ويحتاج لهذه الحماية الإضافية.
يبلغ طول السمكة 12 بوصة أي حوالي 30 سم، وتعيش في درجة حرارة مناسبة لها ما بين 18 - 28 درجة مئوية، تُعتبر سمكة اجتماعية ومسالمة وتكون بشكل أفضل إذا عاشت في مجموعات من ستة أسماك أو أكثر. وهو من أسماك المياه العسرة، لكنها أحياناً تقوم بأكل الأسماك الصغيرة والتي تستطيع التهامها بفمها.